# Sainte-Geneviève (Manche)
Sainte-Geneviève ist eine französische Gemeinde mit 309 Einwohnern (Stand: 1. Januar 2022) im Manche in der Region Normandie. Sie gehört zum Arrondissement Cherbourg und zum Kanton Val-de-Saire.

## Lage
Die Gemeinde liegt in der Landschaft Val de Saire auf der Halbinsel Cotentin. Sie grenzt im Nordwesten an Tocqueville, im Nordosten an Gatteville-le-Phare, im Osten an Montfarville und im Süden und im Südwesten an Valcanville.

## Bevölkerungsentwicklung
| Jahr      | 1962 | 1968 | 1975 | 1982 | 1990 | 1999 | 2008 | 2018 |
| --------- | ---- | ---- | ---- | ---- | ---- | ---- | ---- | ---- |
| Einwohner | 296  | 281  | 286  | 296  | 256  | 293  | 316  | 315  |

## Sehenswürdigkeiten
- Kirche Sainte-Geneviève
- Manoir d’Arville, (Herrenhaus), Monument historique seit 1982

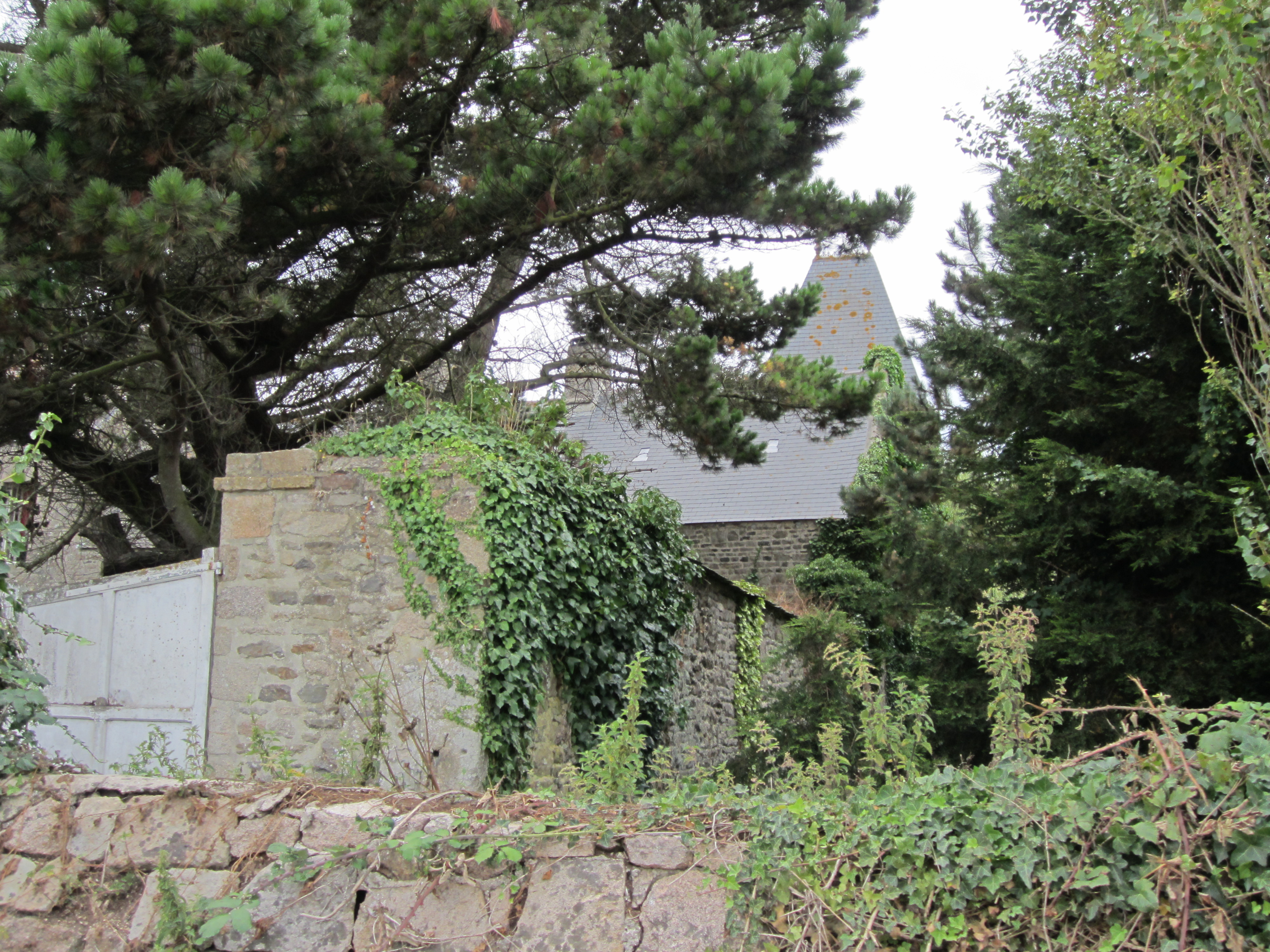
Manoir d’Arville
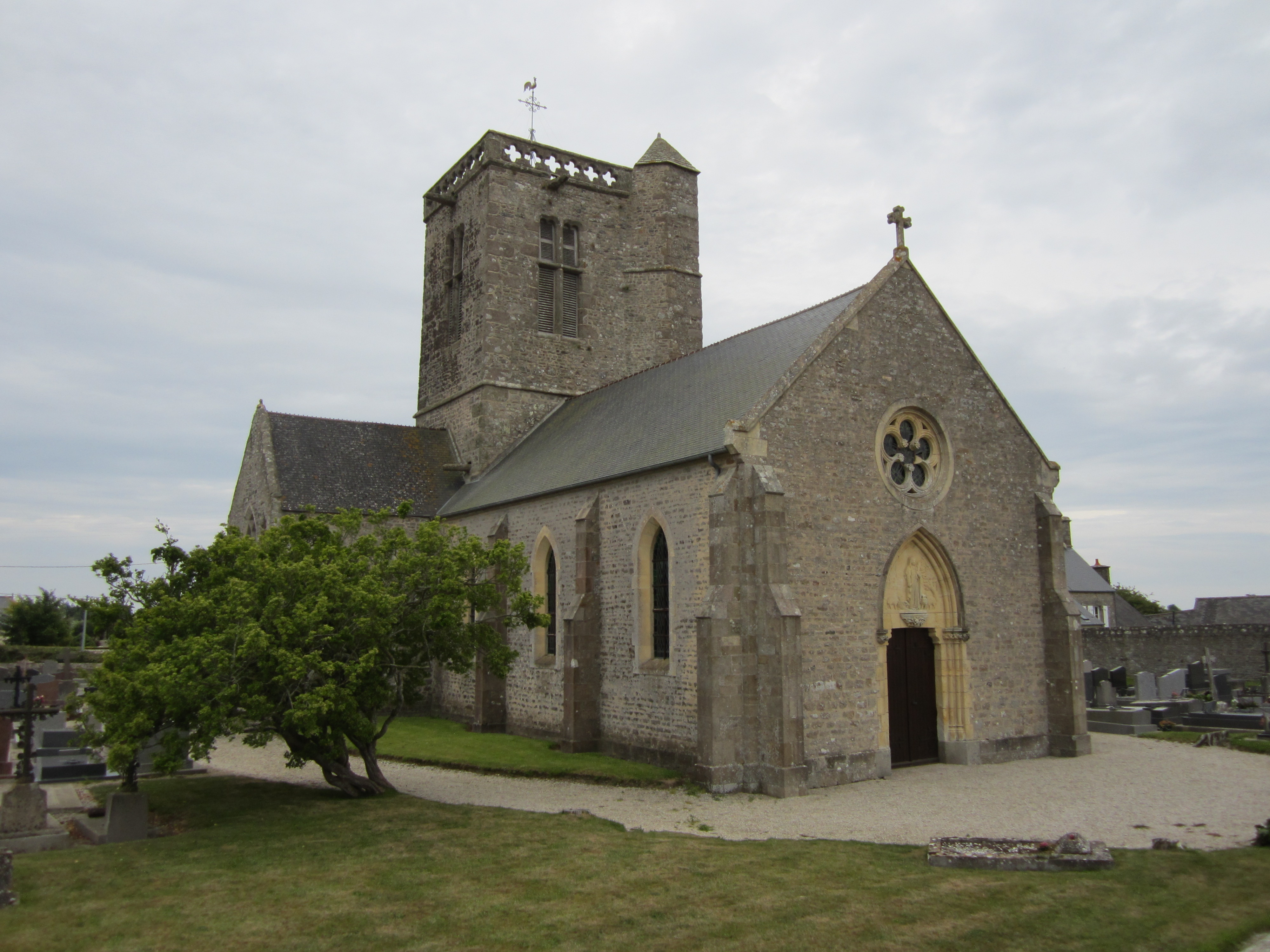
Kirche Sainte-Geneviève
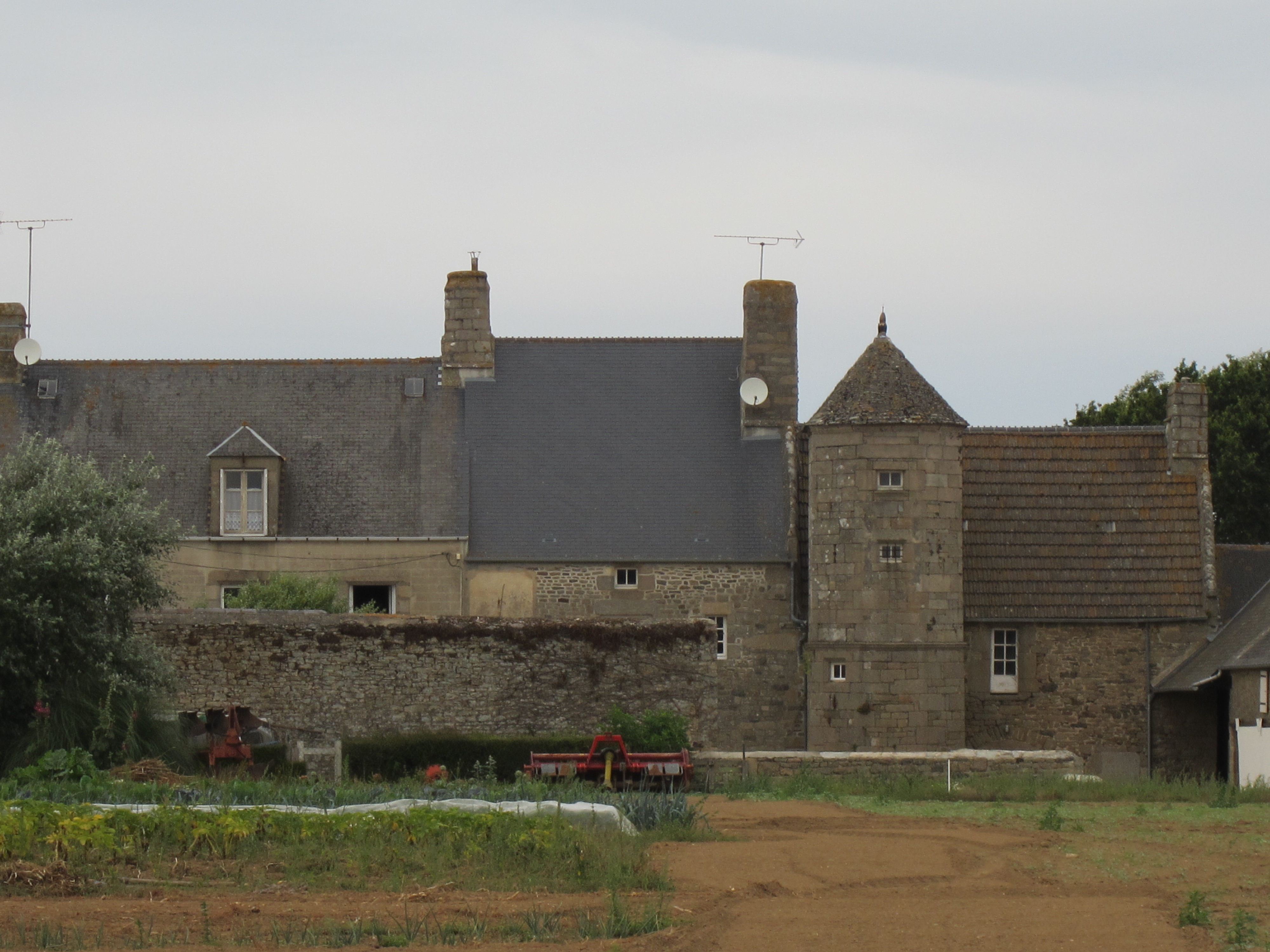
Manoir de la Dubourderie